# Josef Rödl
Josef Rödl, né le 1949 à Darshofen, un village de Bavière rattaché à la ville de Parsberg, en Allemagne, est un réalisateur et scénariste allemand, aussi professeur d'université, metteur en scène, acteur et écrivain.

## Biographie
Josef Rödl a suivi sa formation à l'Université de télévision et film de Munich.

## Filmographie partielle

### Au cinéma
- 1976 : Anna - Eine junge Bäuerin
- 1978 : Albert - warum?
- 1980 : Franz - Der leise Weg (TV)
- 1982 : Grenzenlos
- 1982 : Neues aus Uhlenbusch (série TV)
- 1986 : Der wilde Clown
- 1993 : Alarm auf Station 2 (TV)
- 1993-2000 : Tatort (série TV, 3 épisodes)
- 1996 : Anwalt Abel (série TV)
- 1998 : Schalom, meine Liebe (TV)
- 1998 : Hurenmord - Ein Priester schweigt (TV)
- 2006 : Spezlwirtschaft (série TV)
- 2010 : Kabarett, Kabarett (TV)

## Récompenses et distinctions
- 1978 : Deutscher Kritikerpreis
- 1979 : Prix FIPRESCI de la Berlinale